# Place d'Arsonval
Pour les articles homonymes, voir Arsonval.
La place d'Arsonval est une place située à la jonction des quartiers de Monplaisir et de Montchat dans les 3e et 8e arrondissements de Lyon, en France. Elle rend hommage à Arsène d'Arsonval (1851-1940), physicien, médecin et inventeur français.

## Situation
Elle se trouve à l'intersection du boulevard Jean-XXIII, de l'avenue des Frères-Lumière, du cours Albert-Thomas, de la rue du Professeur-Florence et de l'avenue Rockefeller.

## Odonymie

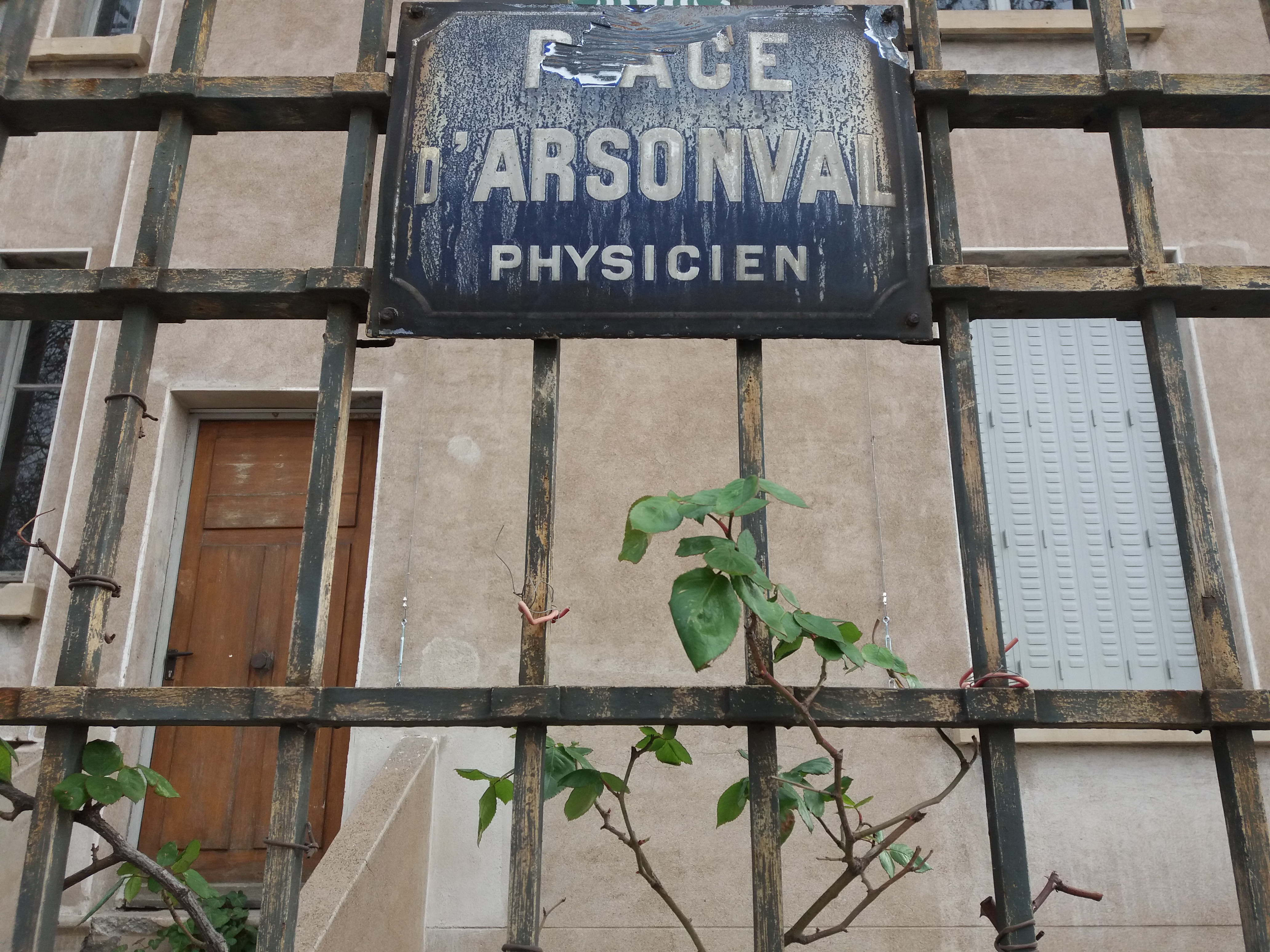
Plaque devant l'hôpital Édouard-Herriot, photographiée en 2019.

La place est nommée en l'honneur d'Arsène d'Arsonval (1851-1940), physicien, médecin et inventeur français.

## Histoire
Il s'agit d'une nouvelle place, dont le nom actuel lui est attribué le 16 octobre 1933 par délibération municipale.
Elle est rénovée en 1991 pour tenir compte du grand nombre de véhicules et de voyageurs la traversant chaque jour. Le Syndicat mixte des transports pour le Rhône et l'agglomération lyonnaise fait alors installer 120 panneaux et poteaux pour l'orientation des personnes.

## Description
Elle abrite la station Grange Blanche de la ligne D du métro de Lyon en sous-sol, ainsi que les arrêts éponymes des lignes T2 et T5 du tramway de Lyon, en tronçon commun d'ici, et plusieurs autres lignes de bus des Transports en commun lyonnais en surface.
Elle est entourée de plusieurs édifices publics à vocation médicale, notamment l'hôpital Édouard-Herriot, la faculté de Médecine et de Pharmacie et l'école des Infirmières.
En son centre se trouve une sculpture de Nicolas Schöffer, construite en 1988.